# Polizeiruf 110: Jenseits des Rechts
Jenseits des Rechts ist ein Fernsehfilm aus der Krimireihe Polizeiruf 110. Der vom Bayerischen Rundfunk produzierte Beitrag ist die 416. Polizeiruf 110-Episode und wurde am 29. Dezember 2024 im Ersten ausgestrahlt. Die Münchner Kommissarin Cris Blohm ermittelt in ihrem dritten Fall.

## Handlung
Das Münchner Ermittlerduo Blohm/Eden untersucht den Todesfall des jungen Lucky, Akteur und Regisseur von Amateurpornos. Die Rekonstruktion des Tathergangs deutet auf Körperverletzung mit Todesfolge. Mit Sicherheit hat ein Kampf stattgefunden, dessen wichtigste Spur Abtragungen unter den Fingernägeln des Opfers sind, die mit hoher Wahrscheinlichkeit vom Täter stammen. Dieser hat offenbar die Filmausrüstung geraubt samt der Festplatten mit den Pornos, deren Popularität, seit Lucky mit einer neuen Partnerin filmte, rasant gestiegen war. Beide waren nach übereinstimmenden Aussagen ineinander verliebt und wirkten daher echt. Das bestätigt auch die Partnerin selbst – Mia Horschalek. Ihre Mutter starb zwei Jahre zuvor an Krebs; ihr Vater hat sich völlig dem Erfolg seines hoch spekulativen Finanzunternehmens Munich Gold AG verschrieben; ihre noch schulpflichtige jüngere Schwester Sasha kommt als Influencerin ganz nach ihm. Mia geht ihnen gegenüber offen auf Distanz. Doch auch von ihrem Therapeuten, der sie seit ihrer Magersucht mit 14 betreut, fühlt sie sich unverstanden in dem, was ihr die Beziehung zu Lucky bedeutete.
Die heißeste Spur, die Blohm und Eden verfolgen, führt über die am Opfer sichergestellte DNA. Nach Abgleich mit den DNA-Proben von Luckys bekannten Kontaktpersonen bleibt eine als noch unidentifiziert übrig: die des mutmaßlichen Täters. Während die Ermittler enttäuscht feststellen, dass sie im Bundeszentralregister nicht vorhanden ist, macht die leitende Forensikerin Franca Ambacher die unerwartete Entdeckung, dass sie mit Mias DNA nahezu übereinstimmt – so weitgehend, dass es sich um einen Verwandten ersten Grades handeln muss. Dafür kommt nur eine Person in Betracht: Mias Vater. Doch was als Lösung des Falls erscheint, bringt Ambacher in größte Bedrängnis. Sie weiß, dass sie sich strafbar macht, wenn sie ihr Wissen an die Ermittler weitergibt. Dies jedenfalls ist bestehendes deutsches Recht seit einem Präzedenzfall von 2012. Auf Anraten lässt sich Ambacher krankschreiben – in der Hoffnung, es werde noch andere Wege geben, den Täter zu ermitteln. Zufällig läuft sie Blohm in die Arme, die ihre Verunsicherung bemerkt und nicht von ihrer Seite weicht, bis ihr die in Freundschaft verbundene Kollegin anvertraut, was sie entdeckt hat. Freilich steckt Blohm nun im gleichen Dilemma, mit noch größerem Entscheidungsdruck. Auf der Suche nach einem Ausweg wendet sie sich an einen Rechtsexperten, der ihr rät, einer nicht einvernehmlichen Beschaffung der Täter-DNA den Anschein des Zufalls zu geben und dabei jedwede juristisch verwertbaren Spuren zu vermeiden.
Blohm ist von Horschaleks Täterschaft überzeugt. Zwar hat er drei Zeugen, die sein Alibi beglaubigen, zugleich aber das stärkste Motiv: Sein wichtigstes Kapital, der „gute Ruf“, hat auf Grund dubioser Waffengeschäfte aktuell schon gelitten; einen weiteren Skandal muss er unbedingt vermeiden. Blohms Versuch, ihm in seiner Firma unverfänglich zu begegnen, scheitert. Im zweiten Anlauf, den Trubel einer wilden Party zu Sashas 16. Geburtstag ausnutzend, schleicht sie sich in dessen weitläufige Villa ein, dringt nach stundenlangem Ausharren in sein Bad vor, um seiner Haarbürste die gewünschte Probe zu entnehmen, und läuft dem Hausherrn dann doch in die Arme. Seinen Angriff pariert sie, indem sie ihn fesselt und knebelt – auch um zu verhindern, dass er seine Anwälte einschaltet, bevor seine Haarprobe geprüft ist. Damit beauftragt sie Ambacher mit der Bitte um sofortigen Vollzug. Auf deren Rückfrage, ob die Echtheit der Haare zweifelsfrei sei, verschafft sich Blohm noch gewaltsam eine Speichelprobe von ihm. Umso mehr schockt sie das Ergebnis: negativ! Horschalek kann also nicht der Täter sein – aber auch nicht Mias leiblicher Vater. Dafür kommt nun wieder „jeder“ in Frage, es sei denn, der rechtliche Vater erinnert sich… Horschalek, zuvor schon um Entspannung mit Blohm bemüht (den Deal im Visier, dass er ihr Vorgehen zu verschweigen verspricht und sie dafür seinen Namen), glaubt schließlich den Gesuchten in dem langjährigen Therapeuten seiner Frau und Mia zu erkennen. Noch vor dem polizeilichen Zugriff jedoch hat dieser sich Mia gegenüber als ihr Vater und gesuchter Täter geoutet – mit anschließendem Suizidversuch. Ob er ihn überlebt, bleibt offen.

## Hintergrund
Der Film wurde vom 9. April 2024 bis zum 13. Mai 2024 in München gedreht. Die Premiere fand am 25. Oktober 2024 auf den Hofer Filmtagen statt.
Die Rechtslage, die die Ermittlungen im Film prägt, basiert neben § 81h der Strafprozessordnung (StPO) auf einem Urteil des Bundesgerichtshofes (BGH) von 20. Dezember 2012 (BGH 3 StR 117/12).
Thomas Gehringer geht in seiner Rezension darauf noch genauer ein. Seit dem Präzedenzfall von 2012, in dem der Bundesgerichtshof die Art und Weise, wie die DNA des Täters ermittelt worden war, überraschend als rechtswidrig eingestuft hatte, wodurch dessen Verurteilung nur aufgrund der bis dahin unklaren Rechtslage Bestand hatte – seither, so Gehringer, sei sie geklärt: „Polizei und Strafverfolgungsbehörden dürfen Muster, die in einer DNA-Reihenuntersuchung auf einen Verwandten als Täter hinweisen, nicht einfach mit dessen DNA abgleichen. Man muss den Täter-Nachweis auf andere Weise führen. Zum weiteren Verständnis erläutert der von Blohm befragte Anwalt im Film noch, es sei in Deutschland ein hohes Rechtsgut, dass man vor Gericht Angehörige nicht belasten müsse.“
Das Lieblingslied von Mia Horschaleks Mutter war Golden Brown von der britischen Rockband The Stranglers.

## Kritiken
„Der bislang beste des neuen Münchner Ermittler-Duos“, bringt Eric Leimann (prisma.de) den allgemeinen Tenor der Filmkritik zu Jenseits des Rechts auf den Punkt. Vorzugsweise wird das festgemacht an Johanna Wokalek in der Rolle der Kommissarin Cris Blohm. So empfand Claudia Schwartz (NZZ) es als „besonderes Vergnügen, Wokalek dabei zuzuschauen, wie sie mit leiser Stimme und eindringlichem Blick zwischen sanfter Kratzbürstigkeit und bockigem Stolz changiert.“ Auffällig die Ähnlichkeit der Attribute, mit denen Wokaleks Spiel in mehreren Rezensionen bedacht wird: „unkonventionell“, „sympathisch unprätentiös“, „unscheinbar“. Die „Unauffälligkeit“ hält Sandra Kegel (FAZ) für „Blohms stärkste Waffe“ und ergänzt: „Wie Wokalek diese Farblosigkeit ausmalt, ist große Kunst.“
Über die Zuordnung des Films als „Genremix“ ist man sich grundsätzlich einig. Graf selbst nennt Jenseits des Rechts eine „‚Beinahe-Komödie‘ vor tragischem Hintergrund“. Von diesem „Mix“ – dem aus Ernst und Komik – zeigte sich mancher Kritiker doch überrascht, wie beispielsweise Marek Bang (kino.de): „Statt in einem Kammerspiel über Gewissensentscheidungen zu münden, brennen Tobias Kniebe, Dominik Graf und nicht zuletzt Johanna Wokalek ein Feuerwerk ab, dessen komödiantischer Einschlag in dieser Form nicht zu erwarten war. Die kühne Dreistigkeit, mit der die Kommissarin das Recht auf ihre Seite zu ziehen versucht, verwandelt das Justizdrama in eine überbordende Krimikomödie, ohne ihrem eigentlichen Ansinnen Schaden zuzufügen.“
Geteilter Meinung sind die Kritiker in der Frage, inwieweit der „Genremix“ aus „Krimi, Melodram, Milieustudie, Familien- und Jugenddrama“ gelungen ist. Zu einem „Nein“ neigt Astrid Kistner (merkur.de). Sie gesteht den Autoren zu, jedes „Puzzleteil […] mit Hingabe gestaltet“ zu haben, doch ergebe sich in der Gesamtschau „kein wirklich stimmiges Bild“. Für Tilman Schumacher (critic.de) halten sich Verlust und Zugewinn in etwa die Waage. So bedauert er, dass durch das „Sprunghafte“ vieles „Skizze“ bleibe, worunter ausgerechnet die Milieus zu leiden hätten, an sich eine von Grafs Stärken. Andererseits beeindruckt ihn das „Unerschrockene“ des Mix; Jenseits des Rechts sei „der Versuch eines Fernsehgenrefilms, der erzählerisch Neues ausprobiert“. Zu einem uneingeschränkten „Ja“ bekennt sich Matthias Dell (ZEIT) und begründet dies wie folgt: „Es sieht alles so einfach aus in diesem Polizeiruf, weil alles stimmt: die Erzählung mit ihren Abschweifungen, das Spiel, die Komparserie, die Kamera, der Schnitt oder auch nur, wie München vorkommt in den Außenszenen. Dahinter steckt präzise Arbeit, die von Liebe getragen ist zu dem, was sie tut, weil noch das kleinste, im ersten Moment vielleicht überflüssig wirkende Detail seinen Sinn hat.“

## Einschaltquoten
Die Erstausstrahlung von Jenseits des Rechts am 29. Dezember 2024 wurde in Deutschland von 6,12 Millionen Zuschauern gesehen und erreichte einen Marktanteil von 24,0 % für Das Erste.